# Geschäftsanbau der Confitería La Americana
Der Geschäftsanbau der Confitería La Americana (spanisch Almacén anexo a la Confitería La Americana) ist ein Bauwerk in der uruguayischen Landeshauptstadt Montevideo.
Das 1944 errichtete Gebäude befindet sich im Barrio Centro an der Calle Carlos Quijano 1327 zwischen den Straßen Avenida 18 de Julio und San José. Als Architekt zeichnete Julio Vilamajó (1894–1948) verantwortlich. Das ursprünglich als Geschäftshaus konzipierte Gebäude beherbergt mittlerweile eine Zweigstelle des Polizeipräsidiums (Jefatura de la Policía).
Seit 1986 ist das Gebäude als Monumento Histórico Nacional klassifiziert. Seit 1995 ist es zudem als Bien de Interés Municipal eingestuft.